# Tingstäde radio

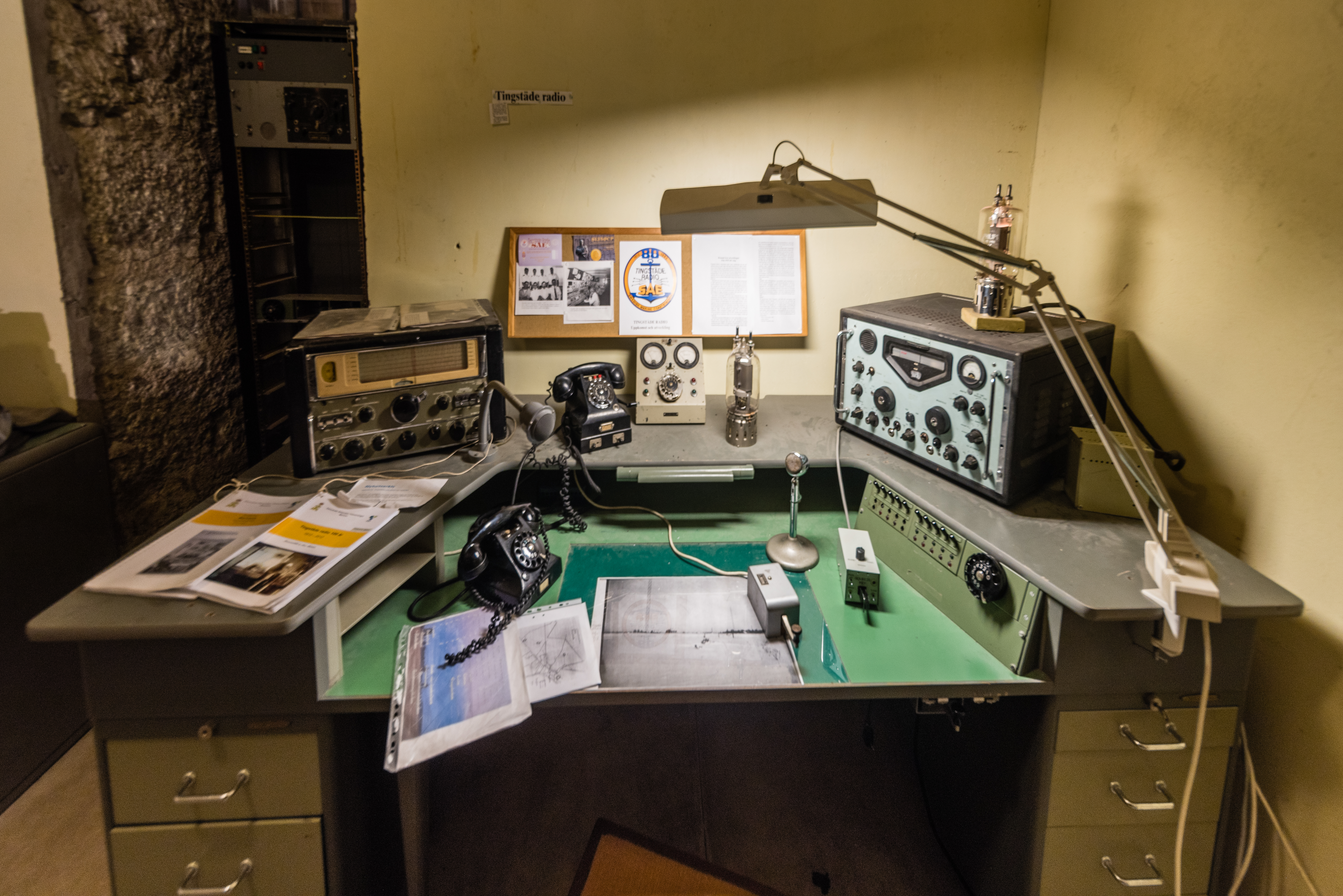
Tingstäde radio utrustning i Tingstäde fästning.

Tingstäde radio var en av marinens kustradiostationer, och stationen spelade en viktig roll vid civil och militär radiokommunikation i Östersjön under nästan hela 1900-talet.

## Stationens historia

### Inledning i Fårösund
I början av 1900-talet organiserades det nya Kustartilleriet, med en av baserna vid Fårösund på norra Gotland. Samtidigt började de första experimenten i marinen med den nya kommunikationsformen radio. År 1903 driftsattes en provisorisk kustradiostation med gnistsändare för kommunikation med flottans fartyg i Fårösund. Då Rysk–japanska kriget bröt ut 1904 sattes hela Gotland i beredskapstillstånd då England kunde förväntas ingripa på Japans sida. Tester visade att man då inte nådde fram till de övriga marina radiostationerna i Karlskrona och Oskar-Fredriksborg via radiokommunikation. Efter förbättringar med bland annat nya antenner nådde den nu benämnda Gotlands gniststation fram till dessa båda stationer under 1909. År 1910 beslöts att stationen skulle flyttas till den planerade Tingstäde fästning.

### I Tingstäde
År 1912 flyttade stationen slutligen in i en nybyggd bunker i Tingstäde fästning. Den 10 december 1912 startade Gotlands gniststation, med anropssignalen SAE, sin verksamhet i Tingstäde. Räckvidden hos stationen var då 800 km på dagen och 1600 km på natten, och den var tillfälligt öppen även för civila telegram. När första världskriget bröt ut 1914 beordrades stationen att hålla öppet dygnet runt, vilket innebar problem med elförsörjningen då radioutrustningen drevs av ackumulatorer vilka laddades med fotogenmotorer. Kriget avlöstes i Gotlands närområde av Ryska revolutionen, och 1919 utökades gniststationens uppgifter permanent med civil trafik.
År 1922 bytte stationen namn till Gotlands radiostation och ny utrustning med radiorör installerades. Radiotrafik till flygplan blev vanligare, och i april 1928 hölls, tillsammans med Härnösand radio, även kommunikation med luftskeppet "Italia" på sin väg mot Nordpolen.
År 1929 blev stationen meteorologisk B-station, och fick instruktioner för att göra internationella väderprognoser och sända vädertelegram, särskilt viktigt för sjöflyget. På hösten 1932 räddades 16 fiskare i sjönöd, och ett varmt tack framfördes till Gotlands radiostations personal för sin medverkan.

### Tingstäde radio
År 1935 levererades nya sändare och stationen bytte nu slutligen namn till Tingstäde radiostation eller Tingstäde radio.
Under andra världskriget installerades ytterligare materiel, bland annat en 3 kW långvågs- och kortvågssändare.
I slutet av 1950-talet separerades sändar- och mottagarstationerna från varandra för att förbättra kommunikationsmöjligheterna. Från oktober 1977 organiserades den svenska sjöräddningen så att Stockholm radio, då ägd av Televerket, blev huvudcentral för Östra sjöräddningsområdet, och marinens radiostationer Karlskrona radio och Tingstäde radio blev undercentraler.
I samband med det satellitbaserade sjöräddningssystemet GMDSS centraliserades sjöräddningen i Sverige till MRCC i Göteborg. Även marinen centraliserade sin verksamhet till nya organisationen Marinens Radio (MaRa), där radioutrustning kan fjärrstyras från flera platser i ett radionätverk. Detta innebar att Tingstäde radio som bemannad radiostation blev överflödig och lades ner, trots lokala politiska räddningsförsök, år 2000. Förutom den fjärrstyrda militära radioutrustningen, finns också en civil Navtex-sändare fortfarande kvar i Tingstäde.